# LF Vlaanderenroute

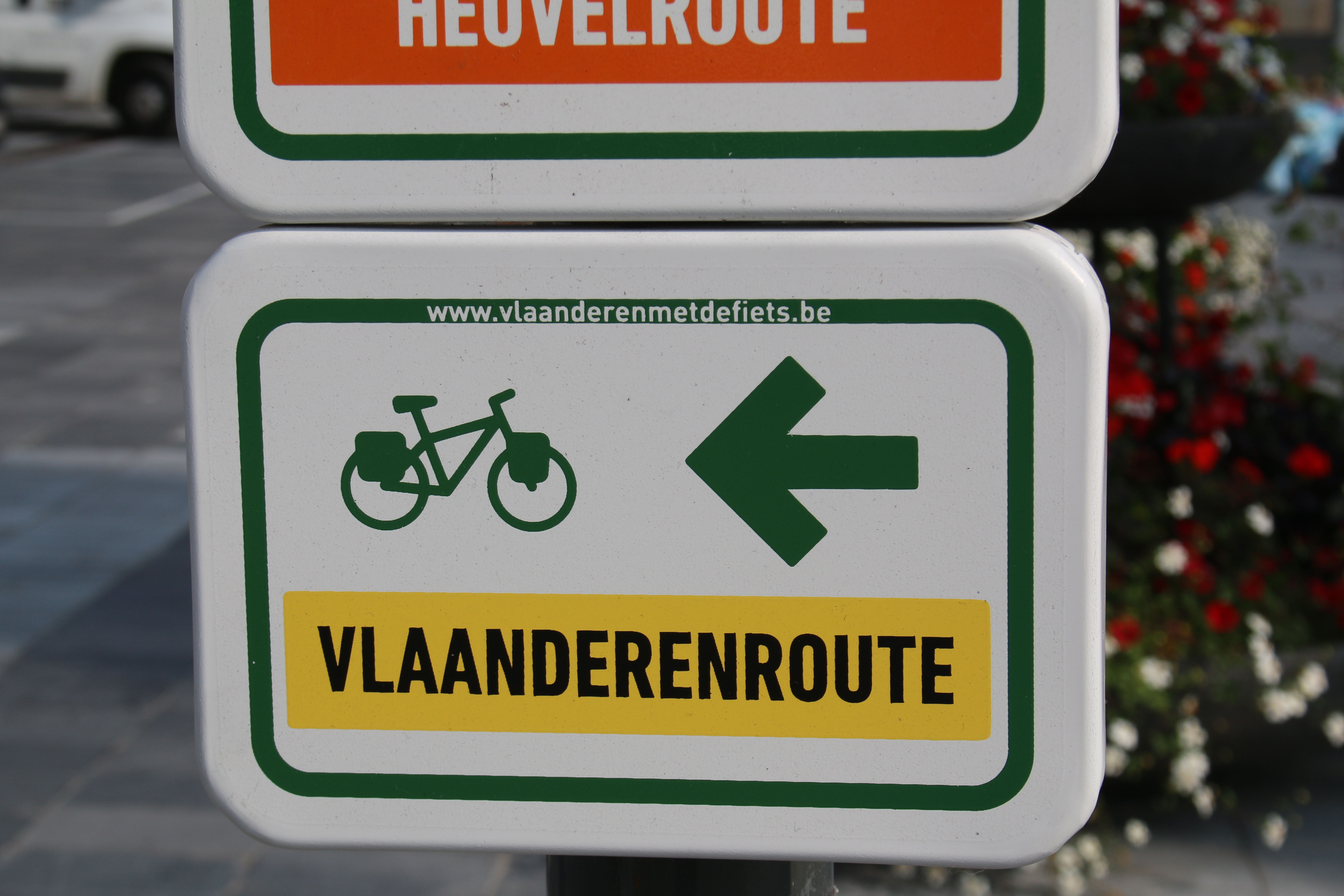
Vlaanderenroute

De LF Vlaanderenroute is een lusvormige LF-icoonroute in Vlaanderen. De route is 952 kilometer lang en is in beide richtingen bewegwijzerd. De bordjes hangen onder de borden van het fietsroutenetwerk. De LF Vlaanderenroute vervangt sinds 2021 de voormalige Vlaanderen Fietsroute.  

## Traject
De LF Vlaanderenroute doorkruist alle Vlaamse provincies, te weten West-Vlaanderen, Oost-Vlaanderen, Antwerpen, Limburg en Vlaams-Brabant. De route is opgebouwd uit een aaneenschakeling van delen van andere LF-icoonroutes. De route loopt onder andere langs Brugge, Damme, Gent, Antwerpen, Tongeren, Sint-Truiden, Abdij van Park, Leuven, Geraardsbergen, Ronse, Ronde van Vlaanderenstraat, Kortrijk, Ieper, Diksmuide, Oostende.
Het traject Brugge-Gent loopt ze parallel aan de LF Kunststedenroute. Van Gent-Antwerpen loopt ze eveneens parallel aan de LF Kunststedenroute, maar ook aan de LF Schelderoute. Vanaf Antwerpen tot Maasmechelen loopt de route parallel aan de LF Kempenroute. 
Daarna loopt ze tot Kanne parallel aan de LF Maasroute (en de EuroVelo EV19 Maasroute) om vervolgens tot Mesen parallel te lopen aan de LF Heuvelroute. 
Op het traject waarop ze de LF Heuvelroute volgt loopt ze op dit traject ook stukjes parallel loopt aan de LF Kunststedenroute (Leuven-Duisburg) en de LF Groene Gordelroute (Hoeilaart-Gaasbeek). 
Vanaf Mesen wordt de LF Frontroute gevolgd tot de kust bij Nieuwpoort-Bad. Tot bijna aan Wijtschate loopt de LF Heuvelroute nog even parallel mee. 
In Nieuwpoort-Bad gaat de route parallel lopen aan de LF Kustroute (en de EuroVelo EV4 Midden-Europaroute en de EuroVelo EV12 Noordzeeroute). 
Vanaf Oostende wordt de LF Kunststedenroute gevolgd tot Brugge.

## Aansluitingen met Europese routes
- Tussen Maasmechelen en Kanne loopt de route parallel met de EuroVelo EV19 Maasfietsroute.
- Door in Antwerpen de LF Schelderoute noordwaarts te volgen kan in Bath worden aangesloten op de EuroVelo EV4 Midden-Europaroute.
- In Hoeilaart kruist de route de EuroVelo EV5 Via Romea Francigena.
- Tussen Lot en Vollezele loopt de route parallel met de EuroVelo EV5 Via Romea Francigena.
- In Geraardsbergen kruist de route de EuroVelo EV5 Via Romea Francigena (deze volgt de Dender).
- In Ronse kruist de route de EuroVelo EV5 Via Romea Francigena.
- Tussen Nieuwpoort-Bad en Raversijde loopt de route parallel met de EuroVelo EV4 Midden-Europaroute en de EV12 Noordzeefietsroute.

## Aansluitingen met andere LF- of icoonroutes
- Tussen Brugge en Antwerpen loopt de route parallel met de LF Kunststedenroute.
- Tussen Gent en Antwerpen loopt de route parallel met de LF Schelderoute.
- Tussen Antwerpen en Maasmechelen loopt de route parallel met de LF Kempenroute.
- Tussen Maasmechelen en Kanne loopt de route parallel met de LF Maasroute.
- Tussen Kanne en Wijtschate loopt de route parallel met de LF Heuvelroute.
- In Hoegaarden sluit de route aan op de RV2.
- In Leuven sluit de route aan op de RVU.
- Tussen Leuven en Duisburg loopt de route parallel met de LF Kunststedenroute.
- In Duisburg sluit de route aan op de RV4a.
- In Hoeilaart sluit de route aan op de RV10.
- In Halle sluit de route aan op de RV1.
- Tussen Hoeilaart en Gaasbeek loopt de route parallel met de LF Groene Gordelroute.
- Vanuit Geraardsbergen kan via de RAVeL Dendre aangesloten worden op de Wapitour.
- In Geraardsbergen sluit de route aan op de RV3.
- Tussen Kluisbergen en Knokteberg in het Kluisbos loopt de route parallel met de Route des Collines.
- Op de top van de Kluisberg sluit de RV8a aan.
- In Avelgem kruist de route de LF Schelderoute.
- Tussen Mesen en Nieuwpoort-Bad loopt de route parallel met de LF Frontroute.
- Tussen Nieuwpoort-Bad en Oostende loopt de route parallel met de LF Kustroute.
- Tussen Oostende en Brugge loopt de route parallel met de LF Kunststedenroute.

## Aansluitingen met regionale routes
- Op elk willekeurig punt kan gebruik worden gemaakt van het fietsroutenetwerk ter plaatse.
- In Dendermonde kan de Ros Beiaardroute opgepakt worden.
- In Dendermonde kan de route Denderende Steden opgepakt worden.
- In Elsloo (Nederlandse zijde Grensmaas) kan lus 1 van de Amstel Gold Raceroute opgepakt worden.
- In Maastricht kunnen de lussen 2 en 3 van de Amstel Gold Raceroute opgepakt worden.
- In Hoegaarden kan de W5 D'une Vallée (regionale RAVeL-route) opgepakt worden.
- In Overijse kan de Brabantse Pijlroute opgepakt worden.
- In Hoeilaart kan de W2 La Véloroute de la Bière (regionale RAVeL-route) opgepakt worden.
- In Halle kan de W3 La Véloroute des Carnavals (regionale RAVeL-route) opgepakt worden.
- In Geraardsbergen kan de W1 Tussen Dender en Hauts-Pays (regionale RAVeL-route) opgepakt worden.
- In Geraardsbergen kan de R.EV 1703 Fietsroute opgepakt worden.
- In Geraardsbergen kan de rode lus van de Ronde van Vlaanderenroute opgepakt worden.
- In Ruien (Kluisbergen) kan de blauwe lus van de Ronde van Vlaanderenroute opgepakt worden.
- In Kortrijk kan de Goedendagroute opgepakt worden.
- In Wervik kan de route Blauw Vierkant opgepakt worden.
- In Mesen kan de rode lus van de Gent-Wevelgemroute opgepakt worden.
- In Ieper kan de blauwe lus van de Gent-Wevelgemroute opgepakt worden.